# New Waverly
New Waverly – miasto w Stanach Zjednoczonych, w stanie Teksas, w hrabstwie Walker.